# IOS 8
iOS 8 er et styresystem til iPhone, iPad og iPod touch. iOS 8 blev lanceret for udviklere den 2. juni 2014 og til alle iOS-brugere i september 2014.
Apple tilføjede eller forbedrede i denne version af iOS følgende apps / programmer:
Beskeder
Der er massive forbedringer i Besked-appen. 
iCloud Drive
Klassisk cloud-drev à la Dropbox. Det virker på tværs af iOS og OS X.
Quick Type
En ny funktion, der gør det hurtigere at skrive på iPhonen. 
Family Sharing
Gør det muligt at dele indkøb fra iTunes Store og App Store blandt op til seks familiemedlemmer, uden at man behøver have samme iTunes-konto. Man kan også dele ting som billeder og kalender.
Sundhed
En af de helt store nyheder er HealthKit, der samler diverse sundhedsrelaterede data ét sted.  
Continuity
Gør det muligt at skifte direkte mellem iPhone, iPad og Mac, Spotlight, iOS’s søgefunktion.

## Versionshistorie
- iOS 8.0.0
- iOS 8.0.1
- iOS 8.0.2
- iOS 8.1
- iOS 8.1.1
- iOS 8.1.2
- iOS 8.1.3
- iOS 8.2
- iOS 8.3
- iOS 8.4